# گادی‌وندگی
گادی‌وندِگی (به مجاری:  Gagyvendégi) یک منطقهٔ مسکونی در مجارستان است که در بورشود-آبااوی-زمپلن واقع شده‌است. گادی‌وندِگی ۱۲٫۳۲ کیلومتر مربع مساحت و ۱۸۸ نفر جمعیت دارد.